# چنار آب پخش
چنار آب پخش (آب بخش) یکی از قدیمی‌ترین و عظیم‌ترین درختان زنده ایران بود که در سال ۱۳۸۵ به بهانه خشک شدن و خطرناک بودن آن توسط مسئولین وقت شهرداری استهبان قطع شد.
محمدرضا آل ابراهیم، می گوید: در فارسنامه ناصری آمده است :«در اوایل این قصبه درخت چناری است که در بلندی قد و کلفتی و راستی کنده و خرمی شاخه، مانندش دیده نگشته است. ارتفاعش نزدیک به 20 ذرع شده است و دایره بیخ کنده آن بیشتر از دو ذرع است.» از گذشته‌های دور کاروانیان در زیرسایه آن غنوده‌اند و با مردمان این محل به داد و ستد پرداخته‌اند. هنوز که هنوز است، مرکز عمده خرید و فروش و نبض بازار در حول و حوش همین درخت است. مرکز اصلی بخش آب چشمه‌های استهبان و روانه شدن به محلات چهارگانه، گزمان، تیرونجان و اهر و محله میری از همین مکان صورت می گرفته‌است، که به آن (مرو MAROW) می گفته‌اند. 